# Sanatorio Antituberculoso de Agramonte
El Sanatorio Antituberculoso de Agramonte (Tarazona, Aragón) es un antiguo preventorio situado en las faldas del monte Moncayo (provincia de Zaragoza).

## Historia

### Construcción
Sobre los años 1920 se quiso dar un impulso en la zona de Moncayo. Se intentó varias veces impulsar el proyecto, hasta que en 1927 por la Real Orden Nº 178 del ministerio de fomento del 4 de agosto de 1927  se declaró a Moncayo Sitio Natural de Interés Nacional de la Dehesa del Moncayo.
En 1934, durante la Segunda República, en una orden ministerial, se cedieron al ayuntamiento de Tarazona unas 40 000 hectáreas de terreno para construir la Ciudad Montaña de Agramonte, en la que irían ubicados un sanatorio, un hotel y colonias escolares, aunque el proyecto se paralizó en la guerra y se retomó después de esta tras varios intentos.
El primer edificio que se empezó a levantar fue el hotel. En aquella época el hotel-refugio tenía instalaciones de agua corriente, baños, calefacción y luz eléctrica. Poseía dos plantas, en la noble comedor y salón y en la segunda once habitaciones.[cita requerida]

### Guerra Civil y transformación en sanatorio
Al estallar la Guerra Civil el edificio se abandonó. En mayo de 1938, se inauguró el sanatorio anti tuberculosis en manos del ministro de Orden Público General Martínez Anido. En agosto llegaron al sanatorio las Hermanas de la Caridad de Santa Ana para formar el sanatorio de Agramonte junto con la ayuda de la Caja de Ahorros y Monte de Piedad de Zaragoza, Aragón y La Rioja, que contrataba enfermeras. El sanatorio daba servicio a quienes no podían pagarse el tratamiento, ya que en esa época no lo cubría la Seguridad Social. En un principio solo se trataba a mujeres y niños, aunque más tarde empezaron a tratar también a hombres.
En esa época se fue agrandando con dos pabellones, en los que la construcción es más humilde, con suelo hidráulico, no tan lujosa como la entrada principal del sanatorio, donde iba a estar ubicado el hotel, que tiene los suelos de mármol.[cita requerida]

### Cierre
El sanatorio cerró el 30 de septiembre de 1978 ya que la tuberculosis entraba ya en la Seguridad Social. Desde entonces ha estado en abandono y actualmente se encuentra en estado de ruina y frecuentado por vándalos. También visitan el edificio en la actualidad amantes de la parapsicología y de lo paranormal.

## Galería de imágenes

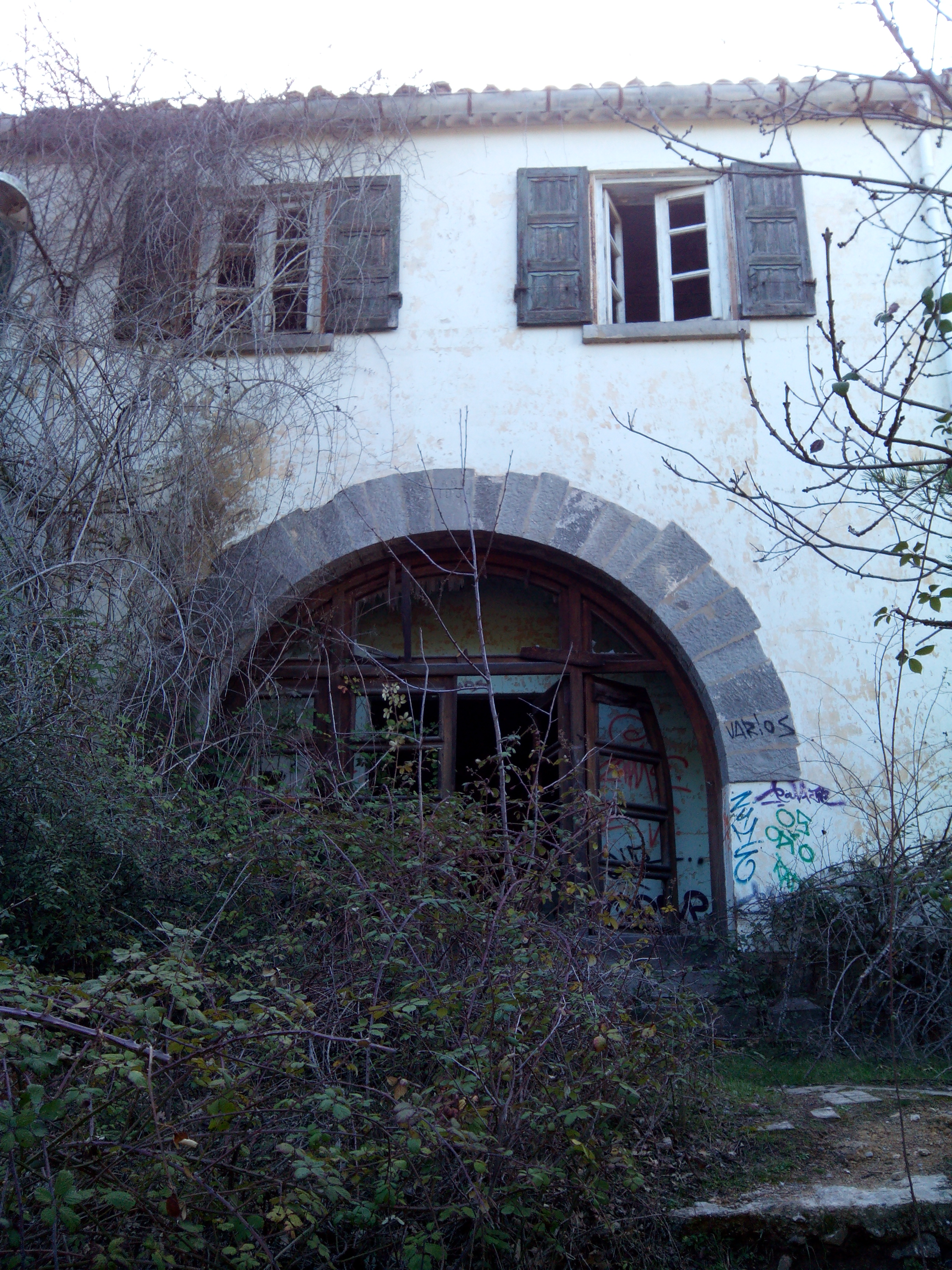
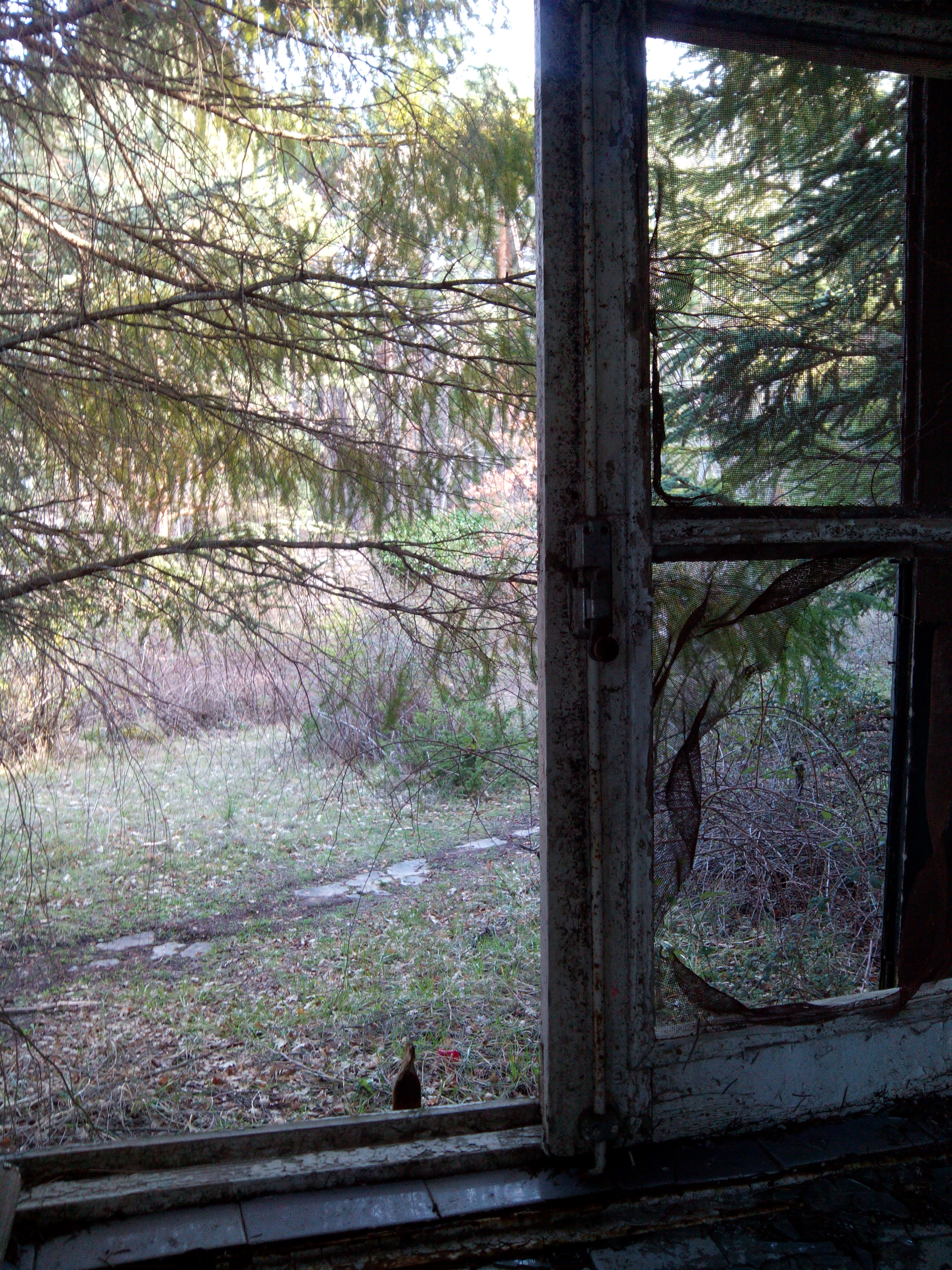
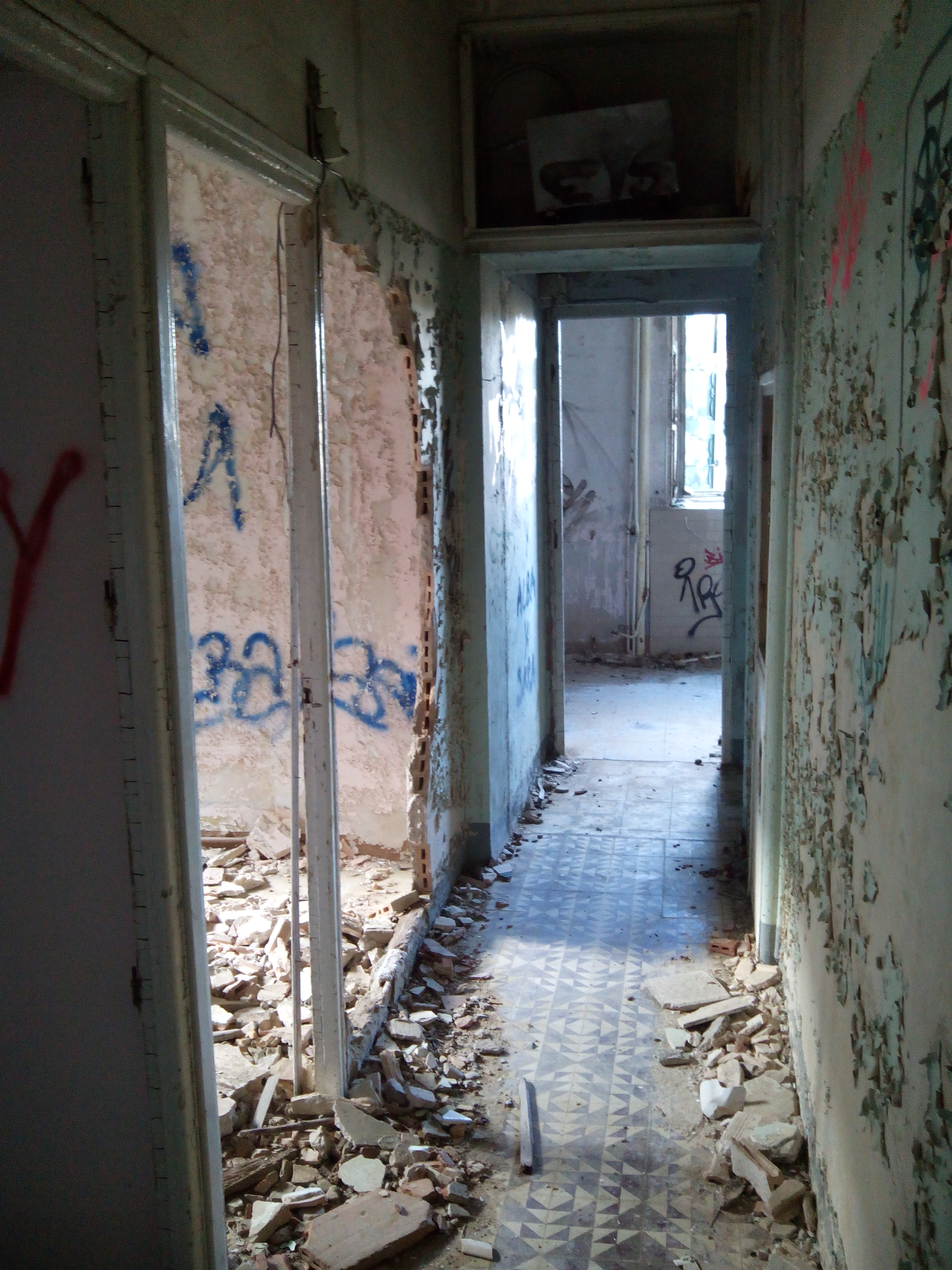
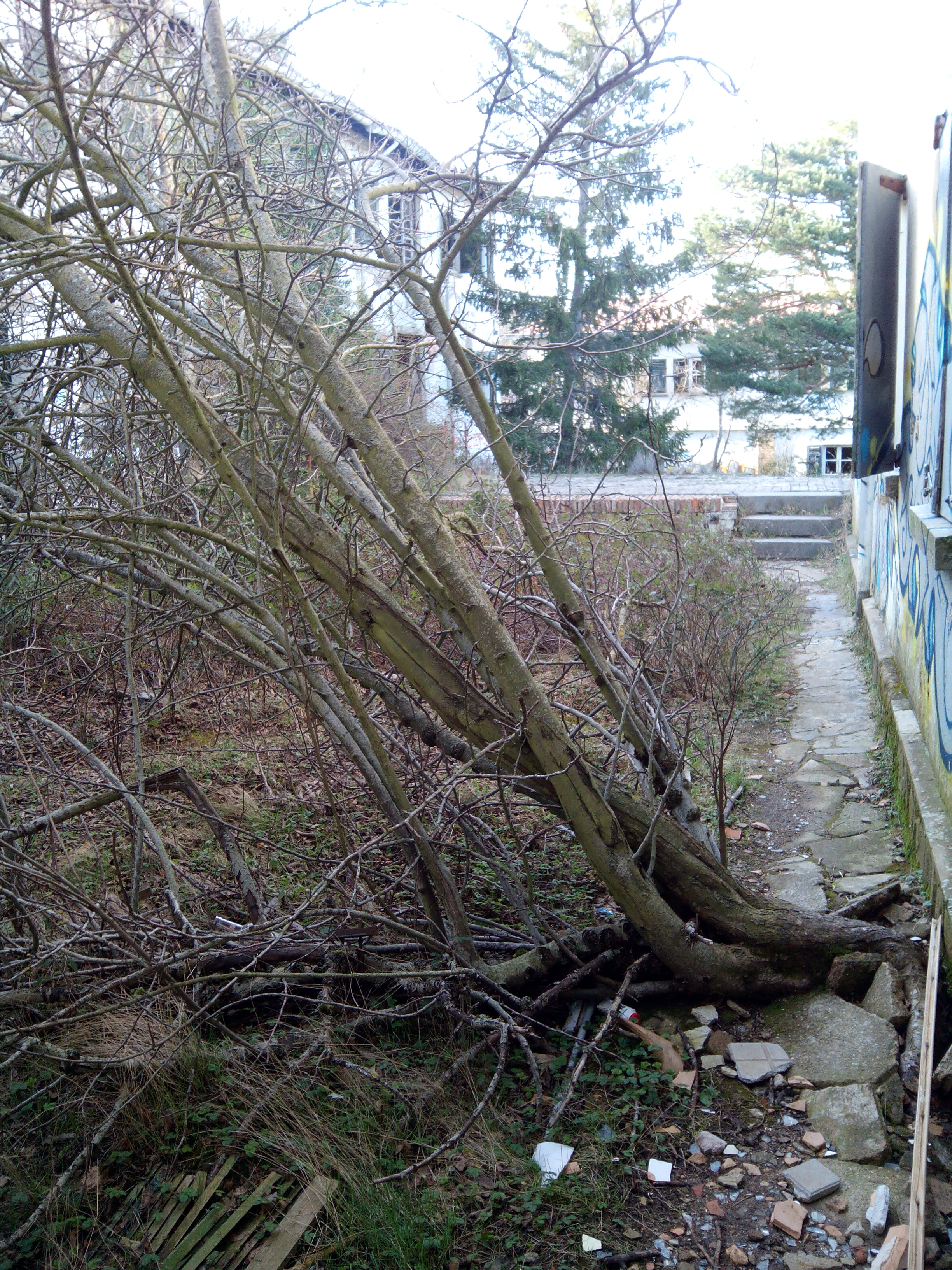
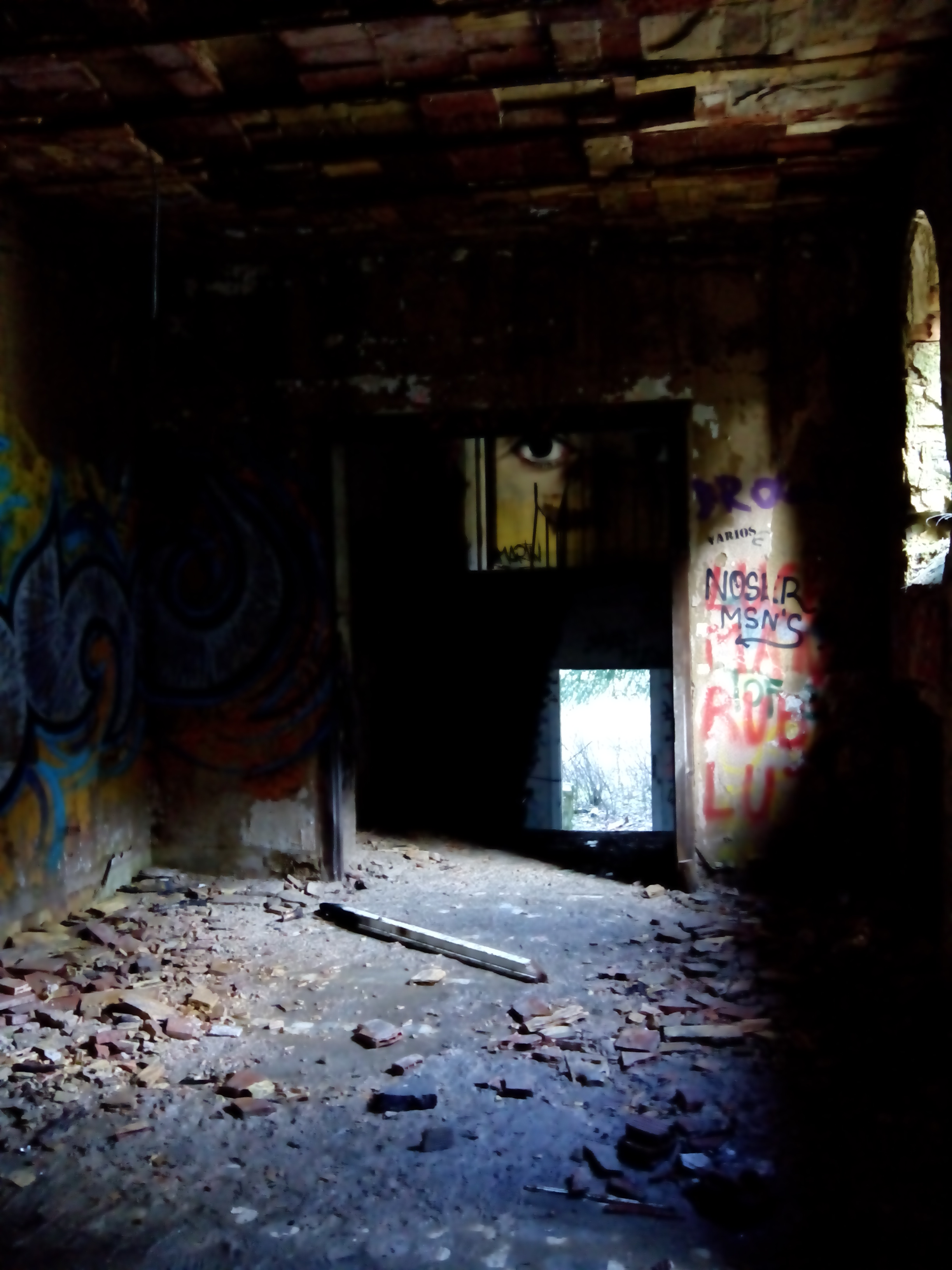
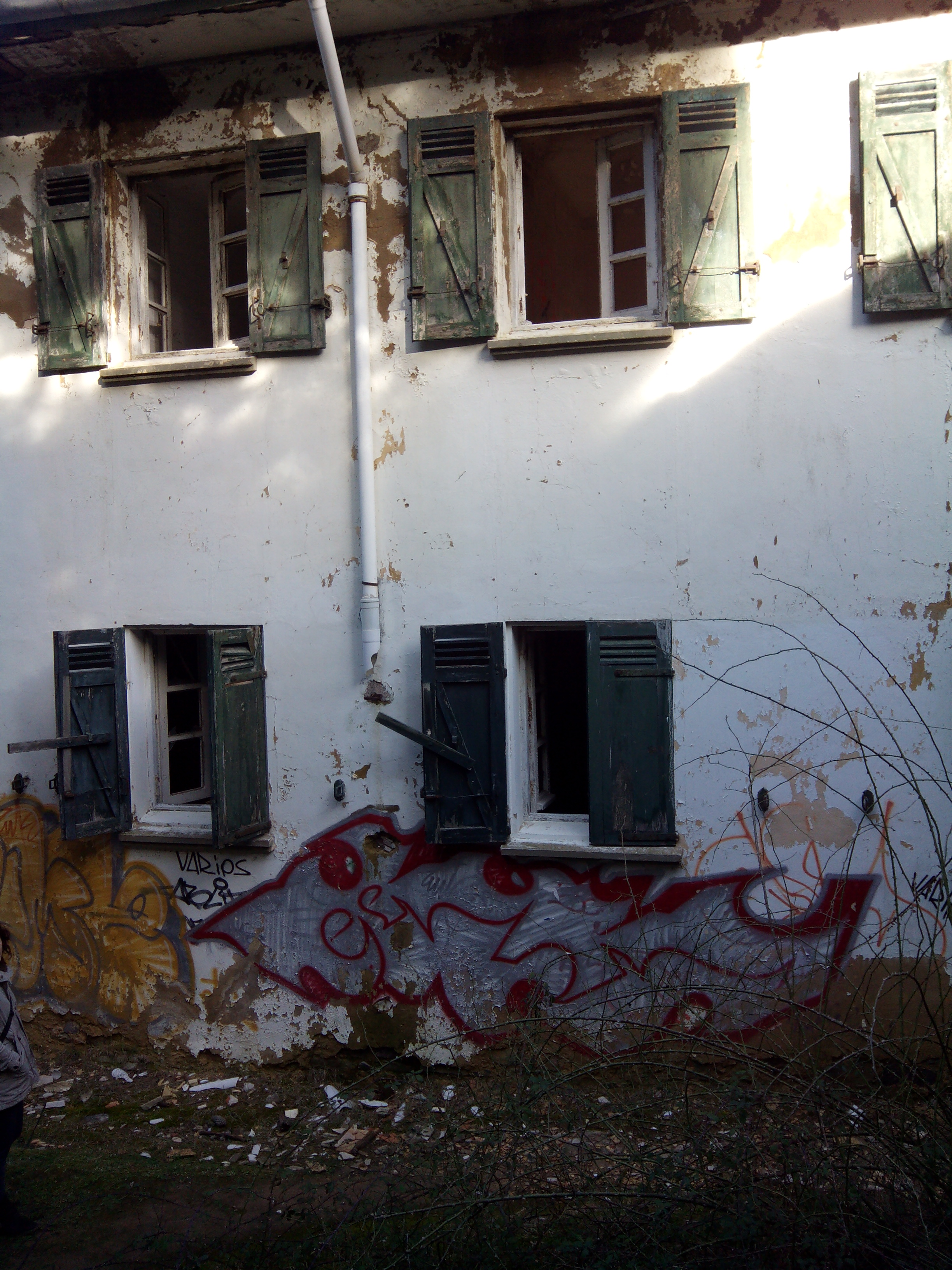